# Mångtjärnen, Dalarna
Mångtjärnen är en sjö i Mora kommun i Dalarna och ingår i Dalälvens huvudavrinningsområde.